# Görgény vára
Görgény vára várrom Görgényszentimre településén, Romániában. Valószínűleg a 14. század elején építették fel egy régebbi erődítmény alapjain, és a görgényi uradalmat birtokló zászlósúr, később pedig a székely ispán székhelye volt. 1526-ban a székely ispánsági tisztség megszűnt, az uradalmat a fejedelem vette át. A Rákóczi-szabadságharc alatt, 1708-ban az osztrákok lerombolták a várat, később köveit más építkezésekhez használták fel. Régészeti lelőhelyként a román műemlékek listájában MS-I-s-B-15381 azonosító alatt szerepel.

## Története
A vár egy korábbi erődítmény alapjaira épült, melynek eredete homályba vész. Vass József megemlíti Johann Michael Ackner véleményét, mely szerint egy római erőd volt a helyén. Hasonló következtetést von le Ipolyi Arnold: „Már előbb római erősség állott volna helyén, melynek alapfalaira építették ezen várat az említett fejedelmek. Innét való a Seivertnél 85. sz. alatt közlött feliratos kő, melylyel Aurelius Sabinus páratlan nejének Priscillának emléket emelt.”
A középkori várat egyes vélemények szerint a honfoglalás után, a vármegyék szervezését követően építették fel a régi erőd alapjain, az 1241-es tatárjárás után pedig kőből építették újjá. Más források viszont a 14. század elejére, I. Károly idejére teszik keletkezését, mikor a belháborúk miatt szükséges lett egy királyi központ létrehozása a Felső-Maros mentén. Kezdetben az uradalmat birtokló zászlósúr, később pedig a székely ispán székhelye volt (ez utóbbit okmányban legelőször 1357-ben erősítik meg). 1453-ban Hunyadi János kapta meg örökbirtokként, fia, Mátyás trónra lépése után pedig királyi erősség lett. 1526-ban a székely ispánsági tisztség megszűnt, viszont az Erdélyi Fejedelemség megalakulása után a fejedelmek a székely ispán címet is felvették, és átvették jogaikat és birtokaikat. Ugyanekkor az uradalom királyi helyett fejedelmi birtok lett.
A középkori vár legrégibb, négyzet alaprajzú része a 14. században, Károly király idejében épült és ekkorra datálható az Ókapu is. A 15. század első felében, valószínűleg Hunyadi János alatt kibővítették, ekkor épült ki a kettős falrendszer, és az alsó és középső kapu. Gazdasági szerepe mellett a várnak elsősorban hadászati jelentősége volt, így többször felújították: Izabella magyar királyné, Kovacsóczy István erdélyi kancellár, Bethlen Gábor és I. Rákóczi György erdélyi fejedelmek. A várért Rákóczi György tette a legtöbbet: a várható támadások kivédésére 1639–1641 között jelentősen megerősítette, korszerű ágyúállásokkal látta el. Ekkor nyerte el a vár végleges formáját. Rákóczi nevéhez kapcsolják a Veres-bástya építését is. Félreeső helye miatt nem épültek a várban impozáns rezidenciák és paloták, az itteni életről, udvartartásról pedig nagyon keveset tudni.
Pusztulása a Rákóczi-szabadságharc alatt következett be. A szabadságharc elején a felkelők kezére került, 1705-ben a zsibói csata után elvesztették, azonban 1706 tavaszán ismét bevették. 1707 októberében Jean Rabutin seregei kezdték ostromolni, október 10-én Kaltemplat ezredes 500 gyalogost, 500 lovast, ágyúkat, lőszert hozott, később pedig további 500 fegyveres érkezett. A várat száz palotás hajdú védte Rátonyi János kapitány parancsnoksága alatt. Az ostromban a vár súlyosan megrongálódott, és elesett Kaltemplat és Rátonyi is. Rátonyi halálával a védők megtörtek és 1708. március 10-én elmenekültek, feladva a várat, Rabutin pedig leromboltatta azt. A kövek egy részét a településen található Rákóczi–Bornemisza-kastély felújításához használták fel.
1730-ban a dombtetőn, a vár helyén annak köveiből egy kis kápolnát építettek. Az 1860-az években Kovacsóczy István egri kanonok felújíttatta egyik felmenőjének, a Báthory által kivégzett Kovacsóczy Farkasnak emlékére; ekkortól származik tornya is. A kápolna később romosodni kezdett, de a 20. században kijavították és műemléknek nyilvánították.

### Legendák
A vár védelme és eleste egy népi legendát is ihletett, melyet Kőváry László a következőképpen ír le: „e várat óriások birták; kiket ellenség támadott meg. A rege szerint az ostrom hosszason folyt. Végre egy vénasszony érkezett s az ostromlóknak azt jósolá, hogy e vár mindaddig bevehetetlen lesz, mig az óriások kapitánya el nem esik. S minthogy a kapitányt golyó nem járja, igy adá tanácsát: a kapitány minden nap imádkozni jár a várfoki kápolnába; ott el lehet ejteni; de csak oly egyén ejtheti el, ki anyjának hetedik fia, s mind a hat testvére él; ez vegyen tisztabuza szalmát, s az uj hold első sugara feltetszésekor, e szalmánál öntsön golyót, s az át fogja járni az óriást. Az ellenség követte e tanácsot... az óriások kapitánya elesett... A főnök nélkül maradt óriások nem védhették tovább a várat. Egy része kitört, kiment Magyarhonba, hol óriás utódjok a sikságon ma is él. A más része szárnyra kelt, s kirepült...”

## Leírása
A mintegy három hektár területű vár a település fölötti 500 méter magas, 70 méteres relatív magasságú, vulkáni tufából álló Rákóczi-hegyen (Dealul Cetății) épült, mésszel összefogott folyami kövekből. Formája kelet-nyugati irányban húzódó szabálytalan téglalap, védelmét eredetileg hat bástya látta el: Kapu-, Harcsafark-, Kerek-, Veres-, Új- és Patak-bástya. A várudvaron lakó- és gazdasági épületek helyezkedtek el. A domb alját kettős fal védte, amelyek között egy vízzel feltölthető sánc húzódott. Amíg a vár állt, a domb kopár volt; csak az 1708-as pusztulás után kezdte benőni az erdő.
Egy 1652-es leírás részletesen bemutatja a vár belső kialakítását és készleteit. A falak 8–12 méter magasak voltak, három kapu nyílt rajtuk (alsó, középső, és Ókapu), a fő kapuépítményt felvonóhíd és lőrések védték. A dombra csigavonalban húzódó út vezetett. A várban megemlítik a darabont-házat, a boltházat, a tárházat, az ebédlő palotát és más „palotákat”, a Zeughaust, a Horgas házat, a ciszternát, és bemutatják a bástyákat. A felszerelések között számos különféle puska és ágyú (több, mint 24 000 ágyúgolyóval) kapott helyet. Egy 1688-as leltár leírja az udvarházat, melynek kapuján belül legelső a darabont- vagy virasztóház, majd következik egy sor gazdasági ház és cselédház, aztán az urasági házak és alsó rendű kőházak. Az épületek leírása után következik a veteményes kert, filagória, istállók, majorház stb bemutatása és a készletek leltározása. A vár védelmét 51 darabont látta el, akiket három tizedbe osztottak.
A 21. század elejére jóformán csak néhány torony alapja és a falszakaszok nyomvonalai vehetőek ki. Az északi, északkeleti falszakasz helyenként több méteres magasságban maradt fenn.